# Leonardo I Tocco
Leonardo I Tocco (... – 1381) appartenente alla famiglia Tocco, era figlio di Guglielmo di Tocco e di Margherita Orsini.

## Biografia
Nel 1358 con la morte del despota d'Epiro Niceforo II d'Epiro, Leonardo I Tocco ereditò le isole di Cefalonia e Zante, venendo così nominato conte di queste due isole.
Fu anche duca di Leucade, e signore di Vonitsa, dal 1352. Fu favorito rispetto al cugino Guido e la sua discendenza per i domini napoletani nei Balcani.

## Matrimonio e discendenza
Sposò Maddalena Buondelmonti, dalla quale ebbe almeno cinque figli:
- Petronilla, che sposò il duca dell'Arcipelago Niccolò III dalle Carceri e successivamente Nicola Venier, balivo veneziano di Negroponte;
- Giovanna, che sposò Enrico III Ventimiglia, conte di Geraci;
- Susanna, che sposò Nicola Ruffo, conte di Cantanzaro;
- Carlo, futuro despota d'Epiro;
- Leonardo.[3]

Maddalena, alla morte di Leonardo I Tocco (1381), ebbe la reggenza per conto del figlio dal 1381 fino al 1388.